# Mesochorus carolinensis
Mesochorus carolinensis är en stekelart som beskrevs av Dasch 1971. Mesochorus carolinensis ingår i släktet Mesochorus och familjen brokparasitsteklar. Inga underarter finns listade i Catalogue of Life.